# Missilmodelismo

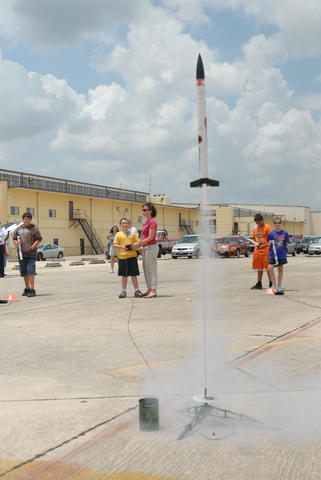

O Missilmodelismo (também conhecido como Foguetemodelismo), é um passatempo similar ao aeromodelismo. É importante diferenciar o missilmodelismo (que inclui foguetes de alta potência) de uma outra atividade amadora envolvendo foguetes: o missilismo (experimental) amador.

## Missilmodelismo e missilismo de alta-potência
Missilmodelismo e missilismo de alta potência envolve foguetes com motores comerciais de combustível sólido ou motores híbridos com combustível líquido/sólido. Como esses motores são projetados e construídos por profissionais, eles são relativamente seguros para uso amador. Em alguns países, os motores comerciais são testados e certificados por associações de missilismo, bem como estabelecer padrões para os tamanhos e potências dos foguetes. Nos Estados Unidos, a "National Association of Rocketry" (NAR) e "Tripoli Rocketry Association" possuem este papel.
No Canadá é a "Canadian Association of Rocketry".
O missilmodelismo tem adeptos de todas as idades, desde crianças em idade escolar lançando foguetes amadores de 75 mm até grupos de adultos lançando foguetes amadores de alta potência, com mais de 100 kg.

### Missilmodelismo
Nos Estados Unidos, de acordo com o código de segurança da National Association of Rocketry (NAR), modelos comerciais de foguete devem ser construídos de papel, madeira, plástico ou outros materiais leves.  O código também define normas para uso do motor, escolha do sítio de lançamento, métodos de lançamento, posicionamento do lançador, design do sistema de resgate, etc. Desde os anos 60, uma cópia do código de segurança para foguetes amadores tem acompanhado a maioria dos kits e motores de foguetes comercias. Hoje, o missilmodelismo é um hobby seguro, desde que as recomendações do código de segurança sejam seguidas.

## História
Os foguetes amadores comerciais, e mais importantemente, os motores comerciais para foguetes amadores, foram desenhados em 1954 por Orville Carlisle, um profissional em pirotecnia, e seu irmão Robert Carlisle, um entusiasta por aeromodelismo. Originalmente, eles projetaram o motor e o foguete para Robert usar em palestras sobre os princípios do voo de foguetes.
Mas então, Orville reu alguns artigos publicados na revista "Popular Mechanics" e escritos por G. Harry Stine sobre acidentes e problemas de segurança envolvendo jovens que tentavam construir e lançar seus próprios foguetes. Com o lançamento do Sputnik pela União Soviética, muitas crianças e jovens tentaram construir foguetes, muitas vezes com resultados trágicos. Os irmãos Carlisles pensaram então que eles poderiam comercializar seu modelo de foguete, tornando-o seguro para um novo hobby. Eles enviaram cópias de seus projetos para o Sr. Stine em janeiro de 1957. Stine, que trabalhava com assuntos relacionados com segurança na "White Sands Missile Range", construiu e lançou os modelos e então redigiu um código de segurança para atividades com foguetes, baseado em sua experiência no ramo.
A "National Association of Rocketry" (Associação Nacional de Missilismo, em inglês) foi fundada em 1957 para ajudar a promover não somente este novo passatempo, mas também para promover a segurança em atividades envolvendo foguetes amadores comerciais.

### Fabricantes de foguetes amadores
Vernon Estes fundou a Estes Industries em 1958, em Denver, Colorado, e desenvolveu uma máquina automatizada de alta velocidade para manufaturar combustível sólido para motores de foguetes amadores. A máquina, apelidada de "Mabel", permitiu a Estes produzir motores de baixo custo e com grande confiabilidade (somente 1 em 3000 falhavam). Por isto, ele se tornou o kit de foguete comercial mais popular nos Estados Unidos, fazendo com que a Estes passasse a dominar o mercado. Estes moveu sua companhia para Penrose, também no Colorado, em 1960, onde continua instalada até hoje.
Empresas concorrentes como a Centuri e a Cox vieram e sumiram durante os anos de 60, 70 e 80, mas a Estes continuou no controle do mercado, oferecendo descontos para escolas e clubes e agremiações como os "Boy Scouts of America" para ajudar na promoção do hobby. Em anos mais recentes, empresas como a Quest conquistaram uma pequena porção do mercado, mas a Estes continua a ser a principal fabricante e fornecedora de foguetes, motores e equipamentos de lançamento para foguetes amadores de baixa potência.
No campo dos foguetes amadores de alta-potência, o qual começou na metade dos anos de 1980 com a disponibilidade de motores J, K e L, um certo número de companhias têm compartilhado o mercado. Nos anos de 1990, a Aerotech International, a LOC/Precision, E A Public Missiles assumiram as posições de liderança, enquanto outros fabricantes de motores ofereciam motores ainda mais potentes, por preços muito maiores. Empresas como a Aerotech, a Vulcan e a Kosdon, tornaram-se populares durante este período entre os adeptos do lançamento de foguetes de alta-potência, super-velozes e capazes de atingir alturas superiores a 10 000 pés.
A confiabilidade dos motores tornou-se um quesito importante, quando falhas catastróficas (chamadas pelos hobbystas de "CATO's") começaram a ocorrer com uma certa frequência (1 falha em 20 lançamentos) quando motores de classe L ou superior  eram acionados. Com um custo da ordem de 300 dólares por motor, a necessidade de se encontrar uma alternativa era evidente. No final dos anos de 1990, motores reutilizáveis se tornaram uma maneira popular para reduzir o custo dos lançamentos e  dominar o mercado de hoje. Atualmente (2007), o uso de motores não-reaproveitáveis acima da classe G são um tanto raro, e muitos são recuperáveis. Fabricantes como  Aerotech, Dr. Rocket, Ellis Moutain e Loki Motorworks oferecem a maioria dos sistemas recarregáveis de hoje.

### Fotografia aérea
Câmeras digitais e câmeras de vídeo podem ser lançadas dentro de um foguete amador para obter imagens durante o voo. Foguetes amadores equipados com a Astrocam ou a câmera de filmagem Snapshot  o a câmera  digital Oracle, ou equipamentos equivalentes construídos em casa, podem ser usadas em fotografias aéreas.
Essas fotografias aéreas podem ser obtidas de muitos modos e com diferentes tipos de câmeras. Mecanismos temporizadores podem ser usados para tirar fotografias. Métodos passivos também são empregados, tais como molas que são puxadas por flaps que respondem à resistência do vento. Controles eletrônicos com microprocessadores também podem ser usados. Contudo, a velocidade e o movimento do foguete podem prejudicar as imagens, deixando-as tremidas, e as mudanças rápidas  nas condições de iluminação podem diminuir a qualidade dos vídeos. Sistemas de câmeras também podem ser usados para criar imagens panorâmicas a partir do foguete. Como os sistema de paraquedas, as vezes falha, é necessário proteger as câmeras do impacto com o solo.

### Instrumentação e experimentação
Foguetes amadores comerciais com altímetros eletrônicos podem reportar e/ou registrar dados eletrônicos tais como a velocidade máxima, aceleração e altitude.
Muitos missilmodelistas fazem experimentos para testar ou comparar os tamanhos, formas, cargas, métodos de recuperação de foguetes. Alguns missilmodelistas constroem modelos em escala de foguetes maiores, lançadores espaciais ou mísseis.

### Foguetes amadores de alta potência
Como ocorre com os foguetes amadores de baixa potência, os foguetes de alta potência, ou HPR (do inglês, "High Power Rocketry"), também são construídos com materiais leves, mas ao invés de sua fuselagem ser feita de papel, plástico ou madeira, geralmente são feitas de fibra de vidro, composites, ou alumínio para poder suportar o alto stress durante o voo, cuja velocidade frequentemente excede 1 Mach (~700 mph) e que pode atingir altitudes superiores a 10.000 pés.
Foguetes amadores de alta potência são propulsionados por grandes motores com classes de H a O e podem ter até mais de 40 pés de altura. Os motores geralmente são recarregáveis para reduzir o custo do voo. O sistema de recuperação e/ou a ignição de outros estágios do foguete pode ser feita por um pequeno computador de bordo, o qual usa um altímetro ou acelerômetro para detectar quando deve fazer a ignição do motor do próximo estágio ou ejetar o paraquedas.
Foguetes amadores de alta potência podem levar cargas maiores, incluindo câmeras e instrumentação tal como unidades GPS, e não são muito diferentes de suas contrapartes militares. Contudo, ao contrário dos foguetes militares, os foguetes amadores de alta potência não contém qualquer tipo de sistema de orientação.
Desde os atentados terroristas de 11 de Setembro de 2001, foguetes amadores de altas potências têm sido cuidadosamente monitorados nos Estados Unidos pelo governo daquele país. Os fabricantes e praticantes do missilmodelismo de alta potência devem ser licenciados, e todos os lançamentos de foguetes amadores de alta potência requerem notificação junto à Administração Federal de Aviação ("Federal Aviation Administration", FAA).

### Sistema de recuperação

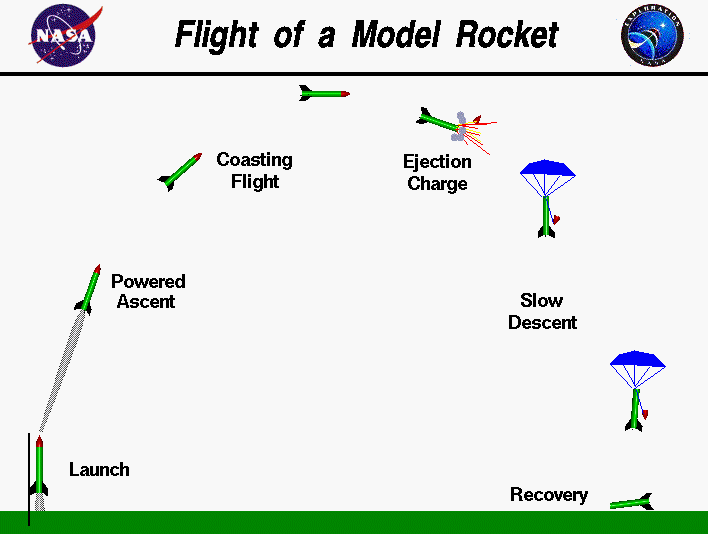
Sistema de recuperação de um foguete.

Foguetes amadores comerciais são projetados para chegarem ao solo com segurança depois do voo e poderem ser lançados novamente. Os sistemas de recuperação mais usados são a paraquedas e o streamer.
O modo de recuperação mais simples é simplesmente deixar o foguete cair de volta ao solo, contando que ele resista à queda. Isto pode ser usado com pequenos foguetes ou com foguetes leves e com uma secção transversal com uma área grande que voem quase que verticalmente, mas não é seguro com foguetes maiores ou em trajetórias balísticas.
A solução mais usada para foguetes pequenos é usar a carga de ejecção que vem com o próprio motor para ejetar o paraquedas ou streamer. Com o paraquedas ou o streamer abertos, o foguete pode descer suavemente e ser recuperado.
O sistema de recuperação por paraquedas é geralmente utilizado em competições de missilmodelismo do tipo "lançamento vertical", onde o foguete executa uma trajetória parabólica, com o objetivo de atingir um apogeu previamente determinado. Ao atingir tal apogeu, inicia-se o processo de recuperação. Condições como a altura máxima atingida pelo foguete e fatores climáticos, podem influenciar tanto sua trajetória parabólica, quanto alterar o local de aterrissagem antes estimado.
Um sistema de recuperação um pouco mais elaborado utiliza um glider. A carga de ejeção ejeta o glider ou uma asa de sustentação que, quando operada corretamente, faz o foguete descer ao solo em um movimento espiral. 
Noutro sistema, uma estrutura com um par de asas é liberada de dentro do foguete e funciona como um "planador", permitindo que o foguete desça suavemente. Em alguns casos, este planador é operado por controle remoto de um modo não muito diferente do que se faz em aeromodelismo, permitindo que o operador controle o voo de descida.
Um outro sistema utiliza o princípio do autogiro: um par de lâminas similar às hélices de um helicóptero é ejetado para fora e o foguete "autogira", descendo de forma suave até o solo.